# Aeroportul Jiujiang Lushan
Aeroportul Jiujiang Lushan (IATA: JIU, ICAO: ZSJJ) este un aeroport din Jiujiang⁠(d), Jiangxi, Republica Populară Chineză ce deservește zona Jiujiang⁠(d). Aeroportul a fost tranzitat în 2022 de 110.977 de pasageri.
Situat la o altitudine de 50 m, aeroportul dispune de o singură pistă.